# Bretons du Monde – OBE
Bretons du Monde - OBE (anciennement dénommée OBE pour Organisation des Bretons de l’Extérieur) est une association française créée en 1970 dont l'objectif premier de rassembler et de fédérer les diverses composantes de la diaspora bretonne. Elle est aussi un lieu d’échanges et de réflexion sur la Bretagne, son identité et son futur. L’association aide les Bretons du monde à se constituer en réseau. Elle a pour mission d’animer ce qu'elle appelle la « diaspora bretonne », et de faire de celle-ci un partenaire à part entière du développement breton aussi bien sur le plan linguistique et culturel que sur le plan économique et social.

## Historique

### Acte fondateur
C’est Olivier Lossouarn, de l' Amicale des Bretons d'Amiens, qui posa à l'été 1970 à Gourin l'acte fondateur de l'Organisation du congres Mondial des Bretons Dispersés (O.C.M.B.D.) qui se transforma peu de temps après en Organisation des Bretons de l’Extérieur (O.B.E.) puis en Organisation des Bretons Émigrés (O.B.E.)

### Deuxième congrès
Le 14 août 1971 se tint le 2e congrès de l'organisation au Centre "Ti Kendalc'h" près de Saint-Vincent-sur-Oust. À cette occasion, le premier Secrétaire Général, Korentin Kéo, constatait l'existence de 207 associations bretonnes reconnues dont :
- 140 à Paris et en région parisienne,
- 30 en Régions Hors IDF,
- 37 à l'étranger.

### Troisième congrès
Le 3e congrès se tint à Brest à l'Hôtel de Ville. Une cinquantaine d'associations y étaient présentes, d'autres représentées. Outre Olivier Lossouarn, réélu, l'on notait entre autres parmi les Vice-présidents, le représentant de la Côte d'Ivoire, le représentant du Canada, le représentant de Madagascar, le représentant de La Réunion. C'est au cours du débat que le brestois Armand Keravel lança l'idée d'une association internationale de la défense de la langue bretonne. Elle allait se concrétiser en 1975 par la création, à Bruxelles, du Comité International pour la Sauvegarde de la Langue Bretonne (C.I.S.L.B.) ou en anglais International Comity for the Défence of Breton Language (I.C.D.B.L).

### Mondialisation de l'organisation
La fin du XXe siècle fut une grande période de mondialisation de l’organisation. En février 2005 lors de l’Assemblée Générale annuelle il fut décidé de rendre son nom plus explicite. Bretons du Monde devient alors la marque de reconnaissance de l’organisation.